# Bataksånghöna
Rollsånghöna (Arborophila rolli) är en fågel i familjen fasanfåglar inom ordningen hönsfåglar. Den förekommer enbart på Sumatra i Indonesien.

## Utbredning och systematik
Fågeln förekommer i bergstrakter på nordvästra Sumatra (Batak). Tidigare kategoriseras den som underart till vitmaskad sånghöna (A. orientalis). Den behandlas som monotypisk, det vill säga att den inte delas in i några underarter.

## Status och hot
Arten har ett stort utbredningsområde, men tros minska i antal, dock inte tillräckligt kraftigt för att den ska betraktas som hotad. Internationella naturvårdsunionen IUCN listar arten som livskraftig (LC).

## Namn
Fågelns vetenskapliga namn hedrar Ubald von Roll, en schweizisk kaffeplantageägare i Sumatra. Fram tills nyligen kallades den även rollsånghöna på svenska, men justerades 2022 till ett enklare och mer informativt namn av BirdLife Sveriges taxonomikommitté.